# Dehidrogenáz
A dehidrogenáz olyan enzim, amely a szubsztrátról oxidációval hidridiont (H−) hasít le. Az oxoreduktáz enzimek csoportjába tartoznak.

## Mechanizmus
A reakcióban részt vesz az enzim mellett egy kofaktor (elektronakceptor tulajdonságú molekula), amely a hidridiont megköti. A kofaktor például NAD+, NADP+, FAD lehet.

## Példák
- aldehid-dehidrogenáz
- alkohol-dehidrogenáz
- piruvát-dehidrogenáz

Példák a Szent-Györgyi–Krebs-ciklusból:
- izocitrát-dehidrogenáz
- malát-dehidrogenáz